# جواكيم فيرنانديز سيلفا
جواكيم فيرنانديز سيلفا (28 مايو 1926 بلشبونة في البرتغال - 25 فبراير 2009) هو لاعب كرة قدم برتغالي في مركز الدفاع. لعب مع نادي بنفيكا وS.C.U. Torreense ‏.

## وصلات خارجية
- جواكيم فيرنانديز سيلفا على موقع قاعدة بيانات كرة القدم.إي يو (الإنجليزية)